# 白斑狗魚
白斑狗鱼（學名：Esox lucius），也称北方狗鱼（英語：northern pike），是分布於北美洲及歐亞大陸中高纬度水体（74°N～36°N）中的一種大型掠食性淡水鱼，为狗鱼屬的模式种。

## 特征

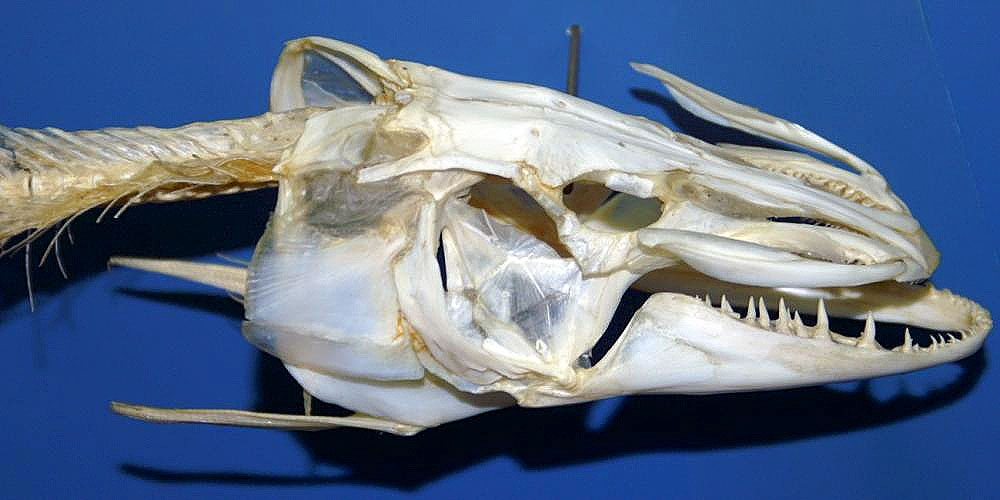
白斑狗鱼的头骨

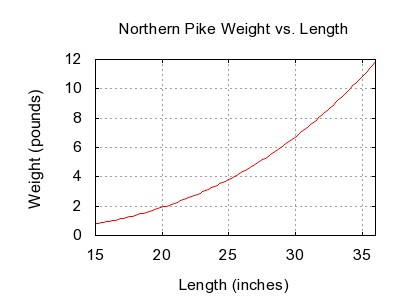
白斑狗鱼的体重体长对比图

白斑狗鱼的魚體延長，吻端尖，尾鰭分叉，側線完整且連續，口大，背鰭及臀鰭位置靠近尾鰭，背鰭軟條17-25枚，臀鰭軟條10-22枚。寿命通常在10～15年，但最长可以达到25年。
白斑狗鱼体型较为庞大，平均长度大约为40—55（16—22英寸），最长记录是150（59英寸），发表的最大体重为28.4（63磅）。国际钓鱼运动协会目前承认的最大记录是1986年10月16日在德国西南捕捉到的一只重达25（55磅）的白斑狗鱼，而且沿海的个体尺寸要大于内陆。北美洲的白斑狗鱼通常要比欧洲的小，现有确认的北美记录是1940年9月15日在纽约州被捕捉到的一条重约21（46磅）的白斑狗鱼，其余更大个体的报告大多是谣传或是被误认的北美狗鱼。
白斑狗鱼的重量会随着体长增长，但两者并非线性关系。所有鱼类体长（L，单位为英寸）和体重（W，单位为磅）之间的关系可以用以下的公式来计算：
{\displaystyle W=cL^{b}.}
这个等式中的常数b在所有鱼类中大约为3.0，而c则根据不同物种而变。白斑狗鱼是b=3.096、c=0.000180；如果使用公制单位的米和千克，则c=7.089。.

## 分布
白斑狗鱼主要棲息在水流迟缓的河流和湖泊与水库中水草覆盖的浅水区，此外还有水温较冷、水质较清、岩石较多的水域，以其它魚類、甲殼類、水蛇、水鸟、小型哺乳類等為食，并在食物短缺时有同类相食的习性。作为一种伏击捕食者，它们喜欢长时间隐藏在水底的水草间一动不动，等猎物出现后突然加速发动进攻。白斑狗鱼可以在北半球许多地区（包括俄罗斯、欧洲和北美洲）的淡水水域中找到，并被引入到摩洛哥。它们虽是淡水鱼，但也经常在波罗的海水表面和河口湾的咸淡水区徘徊一段时间后回到淡水区。
白斑狗鱼在北美洲的分布较广，在美国的缅因、新罕布什尔、佛蒙特、马萨诸塞、罗德岛、康涅狄格、纽约、新泽西、宾夕法尼亚、马里兰、西弗吉尼亚、俄亥俄、密歇根、印第安纳、伊利诺伊、威斯康辛、明尼苏达、艾奥瓦、密苏里、北达科他、南达科他、内布拉斯加、堪萨斯、蒙大拿、爱达荷、犹他、科罗拉多、俄克拉荷马、北德克萨斯、北新墨西哥、北亚利桑那、阿拉斯加等州和加拿大的育空、西北领地、阿尔伯塔、萨斯喀彻温、曼尼托巴、安大略和魁北克等省都十分常见（但在不列颠哥伦比亚和东海岸诸省则十分少见），其中主要集中在俄亥俄河谷、密西西比河上游和五大湖流域。一些北美西部的湖泊和水库中也被引入了一些白斑狗鱼用作垂钓，但许多渔场管理者认为这样会威胁其他游钓鱼种，比如鲈鱼、鳟鱼和鲑鱼，在华盛顿州东北的庞多雷河水库更是被看做成入侵物种。这使得许多美国政府部门试图用毒药灭除这些狗鱼，比如在阿拉斯加基奈半岛的一些湖泊里。

## 经济利用

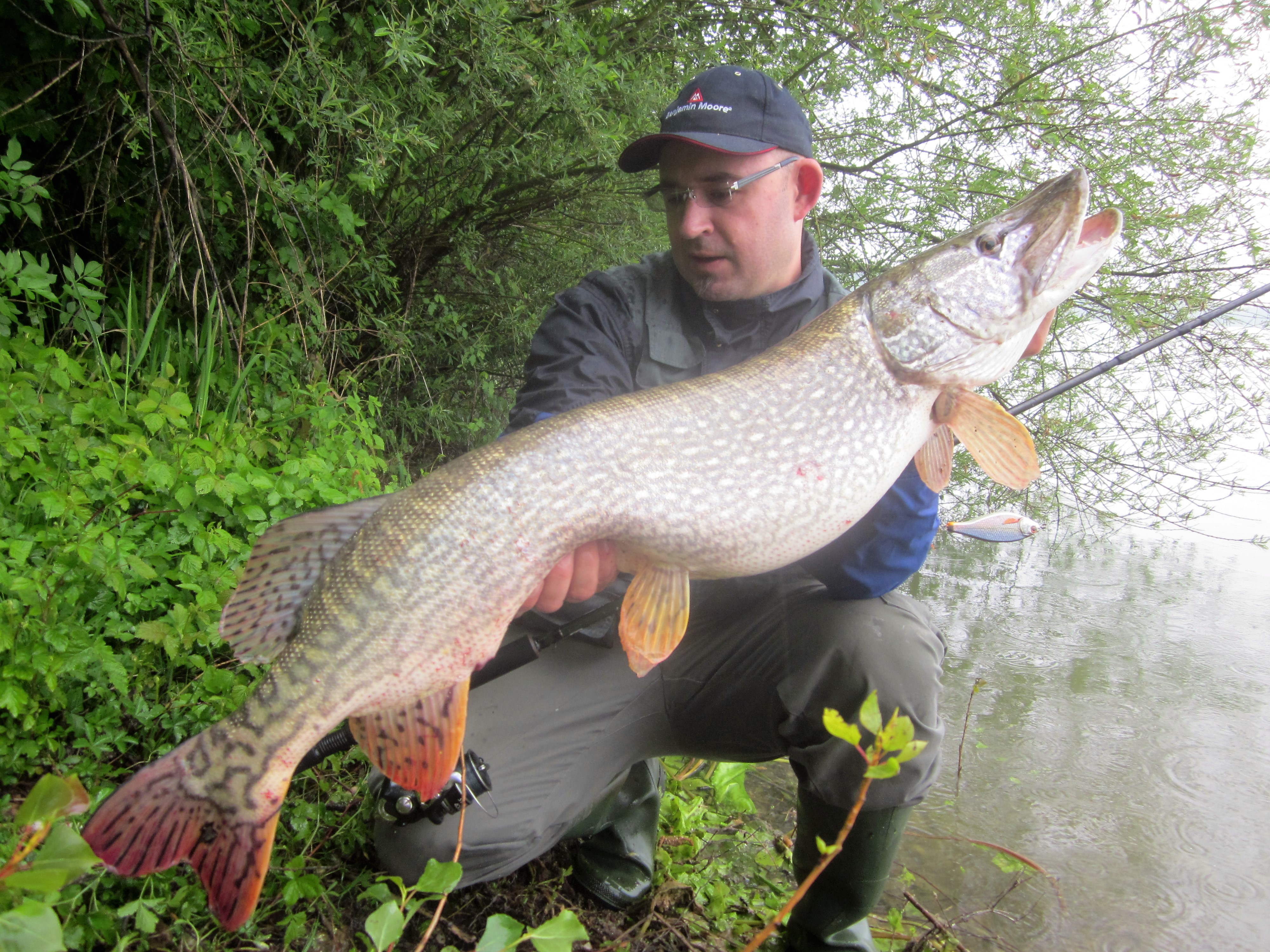
在克罗地亚被捕捉后释放的白斑狗鱼

白斑狗鱼可作為觀賞魚、遊釣魚及食用魚，適合各種烹飪方式食用。但在西方因为其细骨很多，烹饪需要很高的厨艺，并不是常见的食用鱼。
白斑狗鱼是休闲捕鱼运动中体型最大也是最受欢迎的目标鱼之一。作为区域水体的顶级掠食者，它们对控制当地鱼群数量和比例十分重要，所以捕鱼者通常在捕捉后经过测量和记录完事就将其释放，许多地区甚至禁止使用有倒刺的鱼钩防止对鱼嘴造成不可愈合的伤害。但在一些地区因为狗鱼是入侵物种，释放狗鱼是违法的，加利福尼亚甚至立法要求所有捕鱼者在捕到狗鱼后必须将鱼头砍掉。